# Magnus I van Mecklenburg
Magnus I van Mecklenburg (circa 1345 - 1 september 1384) was van 1383 tot aan zijn dood hertog van Mecklenburg. Hij behoorde tot het huis Mecklenburg.

## Levensloop
Magnus I was de derde zoon van hertog Albrecht II van Mecklenburg en diens echtgenote Euphemia, zus van koning Magnus IV van Zweden.
Na de dood van zijn oudste broer Hendrik III in 1383 werd Magnus I samen Hendriks zoon Albrecht IV hertog van Mecklenburg. Na zijn dood in 1384 werd Magnus als hertog van Mecklenburg opgevolgd door zijn zoon Johan IV, Albrecht IV en zijn oudere broer Albrecht III.

## Huwelijk en nakomelingen
Rond 1362 huwde Magnus I met Elisabeth, dochter van hertog Barnim IV van Pommeren. Ze kregen twee kinderen:
- Johan IV (1370-1422), hertog van Mecklenburg
- Euphemia (overleden in 1417), huwde in 1397 met heer Balthasar van Werle